# فالديمار الثاني
فالديمار الثاني (بالدنماركية: Valdemar Sejr)‏ ( 1170 م - 1241 م) هو ملك الدانمارك ( 1202 م - 1241 م). كان أحد أعظم ملوك الدانمارك وعُرف بقلب ((المنتصر))، وقد أحتل عديدا من المناطق في شمالي غربي ألمانيا، وبلغ إستونيا على الجانب الشرقي لبحر البلطيق. وفي سنة 1227 م بات أقوى ملك في شمالي غربي أوروبا. وفي الداخل كان حكمه مرضياً، ومنح شعبه مجموعة قوانين.
فالديمار هو الابن الثاني للملك فالديمار الأول وشقيق كنود السادس، والذي تولى منه العرش في 12 نوفمبر 1202. كان فالديمار دوقا على شليزفيج خلال حكم أخيه، ونجح في الدفاع عن الدنمارك ضد العدوان الألماني. في 1201 بدأ حملة هجومية وغزا هولشتاين وهامبورغ، وأرغم الكونت هنري شفيرين على الإقرار بسيادة التاج الدانماركي. انطلق فورا بعد تتويجه نحو الأراضي التي اكتسبها، واصطحب معه الوجهاء في مجال السياسة والدين، وأعلن في لوبيك سيدا على إقليم نورثالبينجيا (منطقة تقع بين نهري آيدر وإلبه)، واعترف به أوتو الرابع سيدا على كل الأرض الألمانية شمال نهر إلبه، وبالمقابل اعترف فالديمار بأوتو إمبراطورا على ألمانيا. هكذا أصبحت أسقفيات الشمال الثلاثة (شفيرين، راتزبورغ، لوبيك) تحت الهيمنة الدانماركية. وكانت لدى لوبيك أهمية خاصة، فقد تم تأسيسها عام 1158 للسيطرة على التجارة البلطيقية. وكانت تمر عبرها الإمدادات إلى المستعمرات العسكرية الألمانية في ليفونيا. وبإغلاق لوبيك، جعل فالديمار التجارة الألمانية والمستوطنات الألمانية البعيدة تحت رحمته بالكامل، واعترف به السياسيون الألمان. حاول الإمبراطور أوتو أن يشن عدة هجمات على الدنمارك في عام 1208 في محاولة منه لاستعادة الأراضي الألمانية المفقودة، لكن البابا إينوسنت الثالث اعترض وهدد بحرمان أي أمير ألماني يشن هجوما على فالديمار، ذلك أن الملك الدنماركي تعهد للكرسي البابوي أن يقود حملة صليبية ضد الإستونيين الوثنيين. قوي موقع فالديمار بعد عندما أن تولى فريدريك الثاني العرش من منافسه أوتو عام 1215، وتم تتويجه في أيكس لا شابيل. استثمر فالديمار صداقته مع الإمبراطور الجديد؛ وفي ديسمبر 1214 أصدر فريدريك مرسوما إمبراطوريا، صادق عليه كل من إنوسنت الثالث وهونريوس الثالث، تخلى فيه رسميا عن كل الأراضي الألمانية شمال نهري إلب وإلد، بالإضافة إلى الأراضي الوندية على البلطيق. حاول أوتو أن يستعيد نورثالبينجيا في عام 1215، إلا أن فالديمار أحبط محاولاته.
كرس فالديمار نفسه لمدّ الإمبراطورية الدانماركية على شواطئ البلطيق الشرقية، وكانت تلك المنطقة تسكنها القبائل الوثنية مع وجود بعض المستعمرات التجارية المسيحية (ومنها مدينة ريغا). وكان الألمان قد قوّوا من موقعهم عندما أسس ثيودوريك من ريغا جماعة أخوة السيف، لتنصير شعب الإيست والليف. في عام 1206، شن فالديمار حملة على ساحل إستونيا واحتل جزيرة أوسيل. وفي عام 1210، قاد حملة ثانية نحو أراضي بروسيا وساملاند، وأخضع ميستوين دوق بوميرانيا وزعيم القبائل الوثنية هناك. وأصبح فالديمار صاحب النفوذ البحري في المنطقة.
رغم تفوق المستعمرات الألمانية في البلطيق في مجال الحرب، فقد كانت دائما تحت تهديد القبائل الوثنية؛ وفي عام 1218 اضطر الأسقف ألبرت من ريغا أن يطلب المساعدة من الملك فالديمار، الذي تعهد بشن حملة صليبية جديدة على الإقليم، ثم أبحر إلى إستونيا بأسطول ضخم، ومعه جنود من الونديين بقيادة الأمير فيتسلاف. حط فالديمار في شمال إستونيا، وتقول الحكاية أن السكان والوه الطاعة، لكنهم هاجموه بعد ثلاثة أيام هوجم في معسكره في ليندانيس وأنقذته راية حمراء عليها صليب أبيض نزلت من السماء، وهي الحكاية التي تروي أصل العلم الدنماركي. بعد هذا النصر أسس مدينة تالين واحتل مناطق هاريين وويرلاند شمال إستونيا. أصبح فالديمار أقوى ملك في شمال أوروبا بعد ملك إنجلترا. امتدت الأرض الدنماركية من نهر إلب إلى بحيرة بايبوس. لكن هذه الإمبراطورية المتفرقة والمتباينة تطلبت جيشا كبيرا وحكومة مركزية قوية لجعلها متماسكة.
في مايو 1223، تم القبض عليه في خيمته عند منتصف الليل على جزيرة ليو، حيث أتى للصيد مع تابعه وضيفه الكونت هنري من شفيرين، وتم حمله مع ابنه والعديد من الرهائن الآخرين إلى قلعة داننبرغ المنيعة على نهر إلب. بقي في الزنزانة لسنتين ونصف، وفشلت جهود البابا هونوريوس الثالث بالتوسط له، وأجبر في النهاية على دفع فدية كبيرة وأن يسلم نورثالبينجيا وكل فتوحاته الوندية ماعدا جزيرة روغن. حاول فالديمار بعدها أن يسترجع موقعه السياسي بقوة السلاح، لكنه تلقى هزيمة منكرة في معركة بورنهوفد (22 يوليو 1227)، والتي أنهت السيادة الدنماركية على البلطيق وساهمت باستقلال لوبيك. من ناحية أخرى، فقد تمكن فالديمار بحنكته السياسية أن يحتفظ بالجزء الأعظم من أملاكه في إستونيا وذلك عبر ميثاق ستينسبي عام 1238). كرس فالديمار بقية حياته للإصلاحات المحلية. وأهم إنجازاته في هذا المجال تصنيف القوانين الدانماركية المعروف بقانون جوتلاند Jydske Lov، الذي أكمله قبل أيام قليلة من موته في فوردينغبورغ في 28 مارس 1241
تزوج فالديمار مرتين، أولى قريناته كانت دراغومير (داغمار) البوهيمية، والثانية كانت بيرينغاريا البرتغالية. أنجب أربعة أبناء، هم فالديمار وإيريك وأبيل وكريستوفر وكلهم أصبحوا ملوكا على الدنمارك.